# Rockford (Washington)
Rockford es un pueblo ubicado en el condado de Spokane en el estado estadounidense de Washington. En el año 2000 tenía una población de 413 habitantes y una densidad poblacional de 234,4 personas por km².

## Geografía
Rockford se encuentra ubicada en las coordenadas 47°27′3″N 117°7′58″O / 47.45083, -117.13278.

## Demografía
Según la Oficina del Censo en 2000 los ingresos medios por hogar en la localidad eran de $40.227, y los ingresos medios por familia eran $45.125. Los hombres tenían unos ingresos medios de $31.339 frente a los $25.417 para las mujeres. La renta per cápita para la localidad era de $16.411. Alrededor del 12,1% de la población estaban por debajo del umbral de pobreza.